# Vándorló levelek
A vándorló levelek (Phylliidae) a rovarok (Insecta) osztályába és a botsáskák (Phasmatodea) rendjébe tartozó család.

## Rendszerezés
A családba 1 alcsalád és 2 nemzetség tartozik:
- Phylliinae Zompro & Grösser, 2003
  - Nanophylliini Zompro & Grösser, 2003
  - Phylliini Brunner von Wattenwyl, 1893
- incertae sedis
  - Eophyllium - kihalt